# جین ام. بنت
جین ام. بنت (انگلیسی: Jean M. Bennett؛ زاده ۱۹۳۰ - درگذشته ۲۰۰۸) یک فیزیک‌دان در زمینه فیزیک نور و عینک‌ساز اهل ایالات متحده آمریکا بود.